# Shartegosuchidae
Los  shartegosúquidos (Shartegosuchidae) son una familia de arcosaurios cocodriloformos protosuquios que vivieron a mediados del período geológico Cretácico, entre el Albiense y el Aptiense, hace aproximadamente 120 a 99 millones de años, en lo que es hoy Rusia. Son más cercanos a los mesoeucocodrilios que el resto de los protosuquios.